# Kosmos 2428
Kosmos 2428, ruski ELINT (Electronic signals intelligence) satelit. Lansiran je 29. lipnja 2007. godine u 10:00 s kozmodroma Bajkonura u Kazahstanu. Vrste je Celina-2. Lansiran je raketom nosačem Zenit-2M 11K77M. Orbita mu je 849 km u perigeju i 856 km u apogeju. Inklinacije je 71°. Spacetrackov kataloški broj je 31792. COSPARova identifikator je 2007-029-A. U katalogu Spacetrack naziv je COSMOS 2428.  Intrinzični sjaj (magnituda) je 3,2 (na udaljenosti od 1000 km, 50% osvijetljena). Maksimalni sjaj (magnituda) 2,5 (u perigeju, 100% osvijetljena).

## Vanjske poveznice
- N2YO.com Search Satellite Database
- Celes Trak SATCAT Format Documentation (engl.)